# التزام حالي

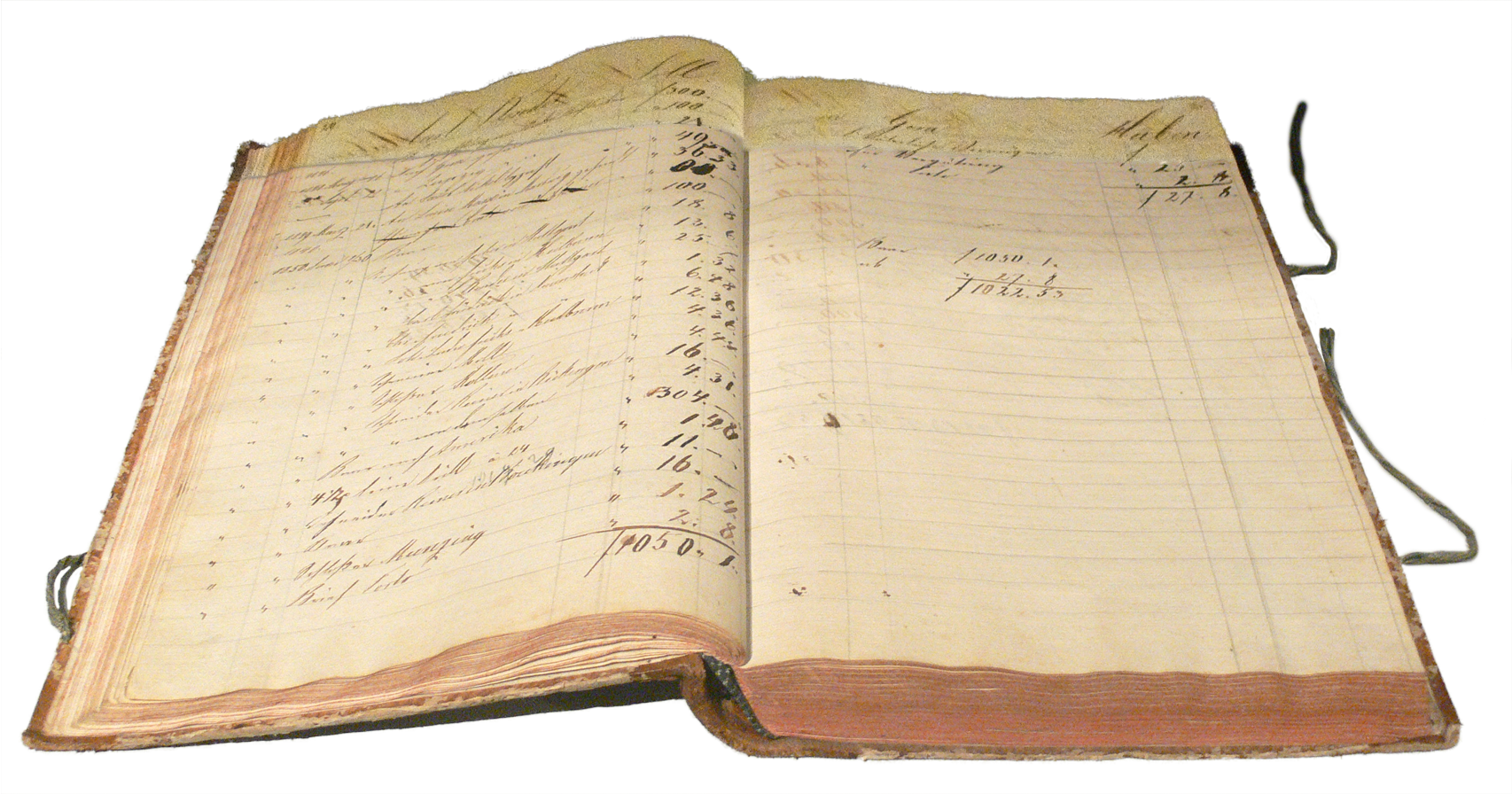

التزام حالي في الاقتصاد (بالإنجليزية: current liability) هي الالتزامات المالية لمؤسسة تجارية أو شركة المستحقة الدفع خلال العام المالي الحالي أو خلال الدورة المالية .
والدورة المالية هي متوسط الوقت اللازم لعودة المصروفات في صورة مردود الاستثمار. وعلى سبيل المثال : حسابات يجب دفعها عن بضاعة قادمة، أو عن خدمات أو واردات، اشتريت لاستخدامها في الإنتاج أو في عمل الشركة ويجب دفعها خلال وقت محدد .
التعهدات و الرهائن أو القروض التي تسدد خلال مدة تزيد عن السنة، تسمى التزامات ثابتة fixed liabilities أو التزامات طويلة الأجل long-term liabilities.
وتلعب الالتزامات الحالية دورا رئيسيا في تقييم الوضع المالي لمؤسسة تجارية أو شركة .

## اقرأ أيضاً
- التزام قانوني
- تعهد
- مردود الاستثمار
- الحد الأدنى للعائد
- مركز مربح
- مركز تكلفة
- مركز استثماري
- عملة
- عملة قانونية
- عملة متداولة
- معدل الفائدة الإسمية
- معدل الفائدة الفعلية
- نظارة الحسابات
- مصروفات جارية
- في الإيداع
- نقص
- عملة مضمونة بأصول
- أوراق تجارية مالية
- موارد المال
- القيد الأول